# Dorfkirche Rückersdorf (Niederlausitz)

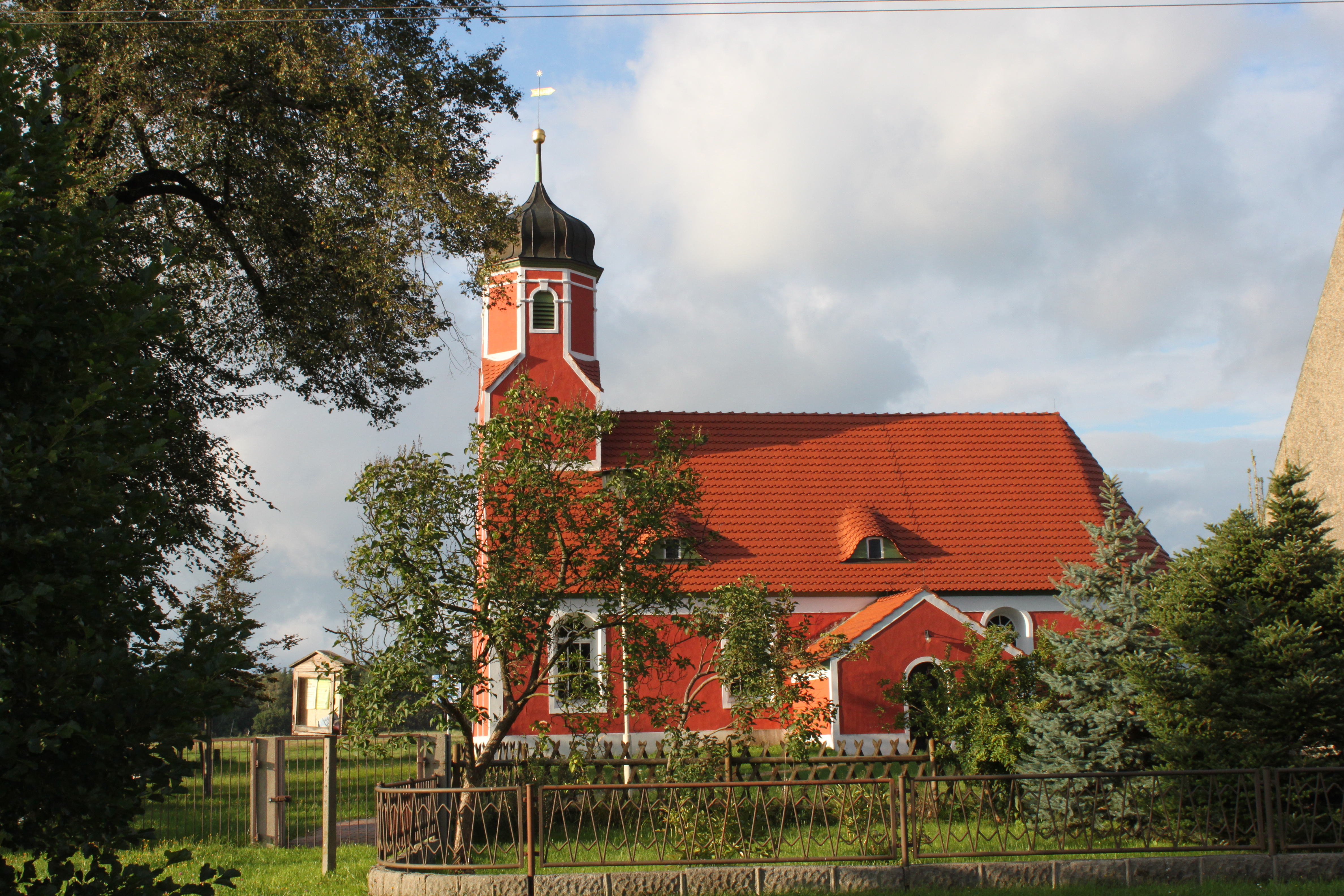
Dorfkirche Rückersdorf

Die evangelische Dorfkirche Rückersdorf ist ein denkmalgeschütztes Kirchengebäude in der südbrandenburgischen Gemeinde Rückersdorf im Landkreis Elbe-Elster.
Der aus dem 14. Jahrhundert stammende Saalbau aus Feldstein befindet sich vom ehemaligen Friedhof umgeben im alten Ortszentrum. In ihrem Inneren ist unter anderem eine vom Wittstocker Orgelbauer Friedrich Hermann Lütkemüller geschaffene Orgel zu finden, die ebenfalls unter Denkmalschutz steht.

## Baubeschreibung und -geschichte

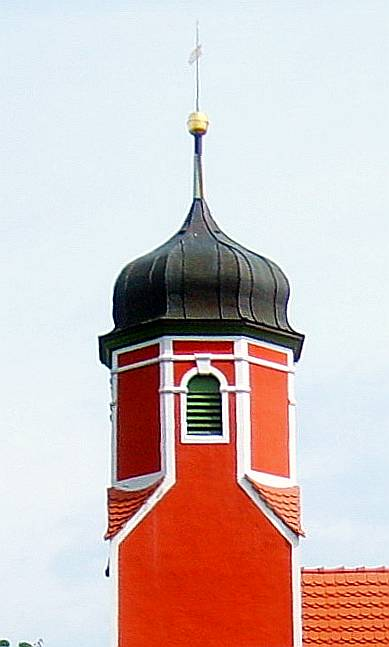
Der 1907 errichtete Kirchturm

Die Kirche im 1234 urkundlich erstmals erwähnten Rückersdorf, das eines der ersten Besitzungen des Klosters Dobrilugk war, stammt in ihrem Kern aus dem 14. Jahrhundert.
Bei dem Bauwerk handelt es sich um einen rechteckigen Saalbau aus Feldstein, an dessen Kirchenschiff im Osten eine halbrunde Apsis angeschlossen ist. Im Westen des Schiffs befindet sich ein im Jahre 1907 errichteter neubarocker Kirchturm in Form eines quadratischen Dachreiters mit oktogonalem Glockengeschoss und Schweifhaube. An der Südseite befindet sich eine neuzeitliche Vorhalle. Diese im Jahre 1988 erneuerte Vorhalle verdeckt ein rundbogiges Stufenportal mit eisenbeschlagenem Türblatt.
Das Bauwerk erfuhr in den Jahren 1907 und 1908 umfangreiche Umbau- und Erneuerungsarbeiten. Verantwortlich für die Pläne war vermutlich der Architekt Karl Weber (1870–1915), der in jener Zeit unter anderem auch an den Umbauarbeiten an der Doberluger Klosterkirche beteiligt war. Diese Restaurierungsarbeiten bestimmen heute das Erscheinungsbild der Rückersdorfer Kirche im Inneren und Äußeren wesentlich. Bei den Arbeiten wurden neben der Erneuerung des Turms unter anderem auch die Fenster des Bauwerks stichbogig vergrößert.

## Ausstattung (Auswahl)
Die Decke im Inneren ist hohltonnenförmig ausgebildet und mit einem Wolkenhimmel darstellenden Malereien versehen. Die Verbindung vom Langhaus zur Apsis, in der sich ebenfalls Malereien befinden, wird durch einen Triumphbogen geschaffen. Im Norden und Westen befinden sich Emporen, welche mit Rankenmalereien versehen sind.
Die Rückersdorfer Kirche besitzt einen schlichter Altaraufsatz aus der zweiten Hälfte des 17. Jahrhunderts. In seinem Hauptfeld befindet sich ein Gemälde, welches die Beweinung Christi darstellt. Dabei handelt es sich um eine Kopie eines in der Dresdner Gemäldegalerie befindlichen italienischen Gemäldes. In der Predella und im Auszug befinden sich Öldrucke.
Die heute in der Kirche zu sehende Orgel ist ein Instrument, welches im Jahre 1897 der Wittstocker Orgelbauer Friedrich Hermann Lütkemüller (1815–1897) schuf und heute unter Denkmalschutz steht. Ein Restauration der Orgel erfolgte im Jahre 2000 durch die Bad Liebenwerdaer Orgelbaufirma Voigt. Die Orgel besitzt eine mechanische Schleiflade und sieben Register auf zwei Manualen.
Das Geläut bilden zwei Glocken aus den Jahren 1908 und 2016.

## Mahnen und Gedenken
Unmittelbar an der Kirche befindet sich ein Denkmal zu Ehren der in den beiden Weltkriegen gefallenen Dorfbewohner des Ortes. An ihrer Front des Denkmals sind eine Inschrift und mehrere eingelassene Namenstafeln zu sehen. Die Inschrift lautet „Dem Gedenken unseren Gefallenen und Vermißten der Weltkriege“.

## Gemeindezugehörigkeit
Rückersdorf ist heute Teil der evangelischen Kirchengemeinde Friedersdorf, zu welchem neben Friedersdorf, auch Rückersdorf, Oppelhain und Gruhno gehören. Die Kirchgemeinde befindet sich im Kirchenkreis Niederlausitz der Evangelischen Kirche Berlin-Brandenburg-schlesische Oberlausitz, kurz EKBO.